# オスカー (小惑星)
オスカー (750 Oskar) は小惑星帯に位置する小惑星である。1913年4月28日、オーストリアの天文学者ヨハン・パリサが発見した。
パリサの後援者の息子、オスカー・ルーベン・フォン・ロートシルトにちなんで名づけられた。